# 穆薩·科尼
穆薩·科尼（阿拉伯语：‎，羅馬化：Musa Al-Koni，1965年6月5日—）是一名利比亞政治人物和外交官。他在2016年3月至2017年1月2日期間擔任利比亞民族團結政府的副總理。他代表利比亞南部，即為他的故鄉。他也是總統委員會的副主席之一。由於國民代表大會未能治理國家，科尼於2017年1月2日辭職。
從2005年到2011年內戰前後，他一直擔任利比亞駐馬里總領事。他被馬里政府指控試圖招募圖阿雷格僱傭兵為格達費作戰。